# Arene Candide
Arene Candide – jaskiniowe stanowisko archeologiczne, znajdujące się na wybrzeżu Morza Śródziemnego we włoskiej Ligurii.
Jaskinia została odkryta w 1864 roku. W trakcie prac archeologicznych odsłonięto szereg następujących po sobie poziomów graweckich i epigraweckich. Z warstw 1–7 wydobyto ostrza z zadziorem, zaś z warstw 8–12 ostrza liściowate. Po epoce epigraweckiej następuje przerwa osadnicza, ponownie jaskinia zamieszkana była w okresie neolitu. Z warstw neolitycznych wydobyto przedmioty ceramiczne wytworzone przez ludność, której gospodarka oparta była na myślistwie oraz zbieractwie małży i ślimaków, w mniejszym stopniu także hodowli owiec, kóz i bydła.
Przy ścianie skalnej, w warstwie 5, poniżej warstwy epigraweckiej, w 1942 roku znaleziony został pochówek chłopca nazwanego „Księciem”. Dziecko zmarło w wieku około 12–14 lat i zostało pochowane 19–22 tysięcy lat temu. Szkielet ułożono w pozycji wyprostowanej i posypano ochrą. Na jego głowę nałożono czapkę z naszytymi muszelkami mięczaka z gatunku Nassa neritea, na piersi złożono cztery kościane berła (bâton de commandement), zaś w prawą dłoń włożono krzemienne ostrze o długości 23 cm.